# Osterburken
Osterburken település Németországban, azon belül Baden-Württembergben. Lakosainak száma 6694 fő (2023. december 31.).

## Népesség
A település népessége az elmúlt években az alábbi módon változott:
| Lakosok száma | 4824 | 6371 | 6520 | 6507 | 6577 | 6715 | 6694 |
|               | 1975 | 2013 | 2017 | 2019 | 2021 | 2022 | 2023 |